# MacWrite
MacWrite（マックライト）は、Appleおよびクラリスが開発、販売していたワープロソフト。パーソナルコンピュータ向けとしては初のWYSIWYGが可能なワープロソフトとされている。

## 概要
1984年発売のMacintosh 128K（初代Macintosh）およびMacintosh 512Kには、MacPaintと共に無料で添付されていた。初期のMacintosh市場においては市販アプリケーションが少なく、開発環境も整っていなかったため、貴重な実用ソフトとして利用された。Macintoshの最初のアプリケーションであり、GUIの利点をアピールすべくデザインされている。インターフェースガイドラインに則って作られており、他のMacintosh向けアプリケーションもそれを用いることで、統一された操作感が提供できるようになった。また、WYSIWYGが可能であった。すなわち、複数のフォントを扱え、サイズ拡大・縮小、太字、斜体などの文字飾りやレイアウトが画面上で確認でき、その画面上で見ている状態をそのまま印刷できた。最初期はApple II向けドットマトリクスプリンタのImageWriterが用いられ、のちにレーザープリンタのLaserWriterもラインナップに加えられた。
Macintosh Plusからは無料同梱が廃止され、別売りとなった。
1989年にはApple子会社のクラリスに移管され、改訂されてMacWrite IIとなった。1989年の時点ではMacintosh向けワープロソフトの市場シェアの約60パーセントをMicrosoft Wordが握っていたが、1990年には約45パーセントに低下し、MacWrite IIは約30パーセントのシェアを得た。しかし、バージョンアップが遅れたこともあり、その後はMicrosoft Wordに差をつけられてしまった。
1990年にローカライズを担当したシステムソフトより販売された、日本語版のマックライトIIは、日本語FEPのMacVJE 2.5（v1.1まで）やATOK8（v1.5）が同梱され販売されていたが、1998年2月に出荷停止が発表され、同年9月末でサポートが終了した。なお、縦書き機能はない。
1993年にはMacWrite Pro（英語版のみ）となった。市場シェアは約5パーセント程度であったが、クラリスはそれ以上の販売拡大を行えず、1994年を最後に新たなバージョンは作られなくなった。
なお統合ソフトのクラリスワークスのワープロモジュールには、マックライトIIの特徴が受け継がれていた。